# Jaidy Gutiérrez
Jaidy Janay Gutiérrez Campos (Ciudad de México, 24 de octubre de 2001) es una futbolista mexicana Se desempeña como portera y su equipo actual es South Alabama Jaguars de la Sun Belt Conference, perteneciente a la División I de la NCAA.
Integró la Selección femenina de futbol sub-17 de México que acudió al mundial de la categoría en Uruguay.

## Trayectoria
Si bien practicó gimnasia en la infancia, Jaidy Gutiérrez eligió el fútbol como deporte profesional. Comenzó a jugar de manera aficionada como portera en una liga amateur en la Ciudad de México, en donde tomó dicha posición al hacer falta jugadoras que la completaran. Prosiguió su carrera deportiva e hizo pruebas para el Club América Femenil, donde el entrenador Leonardo Cuéllar la admitió como parte de la plantilla de dicho equipo, en donde fue suplente de Cecilia Santiago. Portó el número 24 en el club capitalino y debutó el 15 de octubre del 2017 en un partido contra el Pachuca Femenil cuando tenía quince años.
Es parte de una familia futbolista: su padre, Miguel "Jalisco" Gutiérrez, militó en diversos equipos de Primera División y Liga de Ascenso mexicanas, mientras que su hermana, Jana Gutiérrez, es jugadora del Club América; en su momento, ambas fueron compañeras de equipo.

## Estadísticas
Actualizado al último partido jugado el 18 de enero de 2019.
| Club América Femenil México                                                                                            |               |               |     |     |   |   |    |     |      |      |      |
| 1.ª |               |               |     |     |   |   |    |     |      |      |      |
| A-2017 | 3             | -4            | 0   | 0   | 0 | 0 | 3  | -4  | 1.33 |      |      |
| C-2018 | 3             | -3            | 0   | 0   | 0 | 0 | 3  | -3  | 1.00 |      |      |
| A-2018 | 9             | -6            | 0   | 0   | 0 | 0 | 9  | -6  | 0.66 |      |      |
| C-2019 | 2             | -3            | 0   | 0   | 0 | 0 | 2  | -3  | 1.50 |      |      |
| A-2019 | 19            | -18           | 0   | 0   | 0 | 0 | 19 | -18 | 0.94 |      |      |
| Total club | Total club    | 36            | -34 | 0   | 0 | 0 | 0  | 36  | -34  | 0.94 |      |
| Total carrera | Total carrera | Total carrera | 36  | -34 | 0 | 0 | 0  | 0   | 36   | -34  | 0.94 |
| (2) Incluye datos de Primera División Femenil de México (2017-Act.). (2) Incluye datos de Copa MX Femenil (2017-Act.). |               |               |     |     |   |   |    |     |      |      |      |

## Selección nacional
En el 2018 fue convocada a la selección femenina de fútbol sub-17 de México para jugar en la Copa Mundial Femenina de Fútbol Sub-17 de 2018, en donde debutó como mundialista el 13 de noviembre del 2018 en un juego contra la selección nacional de Sudáfrica.

### Participaciones en Copas del Mundo
| Mundial                                        | Sede    | Resultado    | Partidos | Goles |
| ---------------------------------------------- | ------- | ------------ | -------- | ----- |
| Copa Mundial Femenina de Fútbol Sub-17 de 2018 | Uruguay | Primera fase | 3        | 0     |

## Palmarés

### Campeonatos nacionales
| Título           | Club    | País   | Año  |
| ---------------- | ------- | ------ | ---- |
| Primera División | América | México | 2018 |